# Jürgen Patocka
Jürgen Patocka (Viena, Austria, 30 de julio de 1977) es un exfutbolista y entrenador austriaco que jugaba de defensa.

## Biografía
Patocka empezó su carrera futbolística en el SC Austria Lustenau, un equipo de la Segunda división. Poco a poco se fue convirtiendo en una pieza clave en el equipo, llegando a ser capitán.
En 2004 fichó por el SV Mattersburg, club con el que conseguiría llegar a la final de Copa en dos ocasiones (2006 y 2007), perdiendo esas dos finales contra el mismo rival, el Austria de Viena.
En 2007 fichó por el Rapid de Viena. Con este equipo conquistó una Liga en su primera temporada y consiguió debutar en la Copa de la UEFA.

### Selección nacional
Fue internacional con la selección de fútbol de Austria en 5 ocasiones. Su debut como internacional se produjo el 30 de mayo de 2007 en un partido contra Escocia.
Fue convocado por su selección para disputar la Eurocopa de Austria y Suiza de 2008, aunque al final no dispuso de oportunidades de jugar.

## Clubes

### Como jugador
| Club                | País    | Año       |
| ------------------- | ------- | --------- |
| Floridsdorfer AC    | Austria | 1995-2001 |
| SC Austria Lustenau | Austria | 2001-2004 |
| SV Mattersburg      | Austria | 2004-2007 |
| Rapid Viena         | Austria | 2007-2012 |
| SC Austria Lustenau | Austria | 2012-2014 |
| FC Egg              | Austria | 2014-2016 |

### Como entrenador
| Club       | País    | Año       |
| ---------- | ------- | --------- |
| FC Egg     | Austria | 2014-2016 |
| FC Schlins | Austria | 2016-2018 |

## Títulos
- 1 Liga de Austria (Austria de Viena, 2008)